# Jean-Armand Dieskau

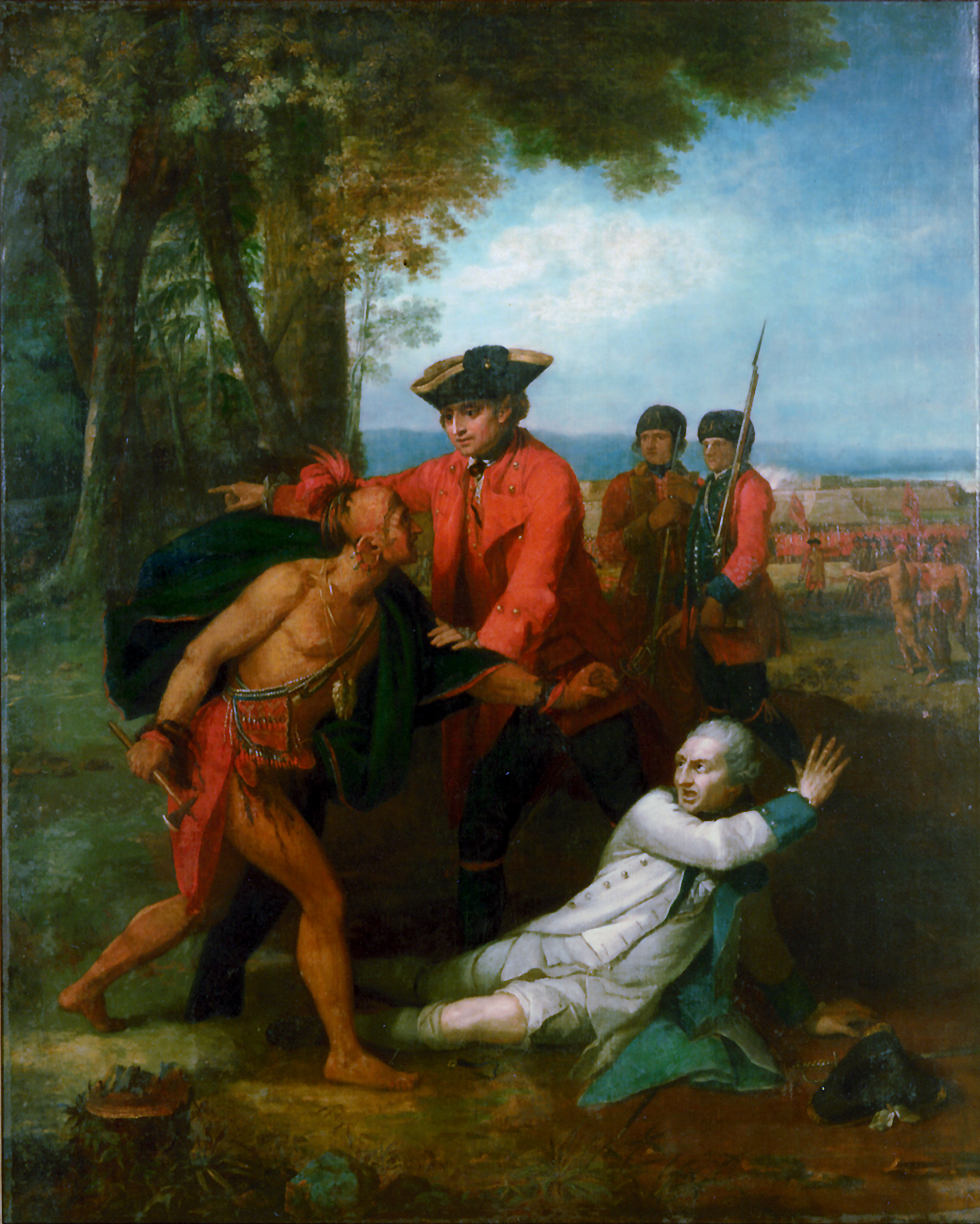
Benjamin West, Generał William Johnson ratuje życie barona Dieskau po bitwie nad Lake George, ok. 1764-1768

Jean-Armand Dieskau, baron de Dieskau lub Ludwig August von Dieskau (ur. 1701 w Saksonii, zm. 8 września 1767 w Surenne) – francuski arystokrata pochodzenia niemieckiego, żołnierz zaciężny; znany przede wszystkim z udziału w wojnie o kolonie amerykańskie w okresie od kwietnia do września 1755 roku, w której w randze francuskiego generała dowodził połączonymi wojskami Kanadyjczyków, Francuzów oraz Indian.

## Życiorys
Informacji o młodości barona von Dieskau nie posiadamy zbyt wiele. Z pewnością był adiutantem marszałka Maurycego Saskiego i z jego polecenia jeździł w 1741 roku do Petersburga. 1742 walczyl w zachodnych Czechach u miasta Cheb. Przez pewien czas służył w Niderlandach, a w roku 1748 został generałem-majorem piechoty i komendantem twierdzy w Breście.
. 
20 lutego 1755 roku został oddelegowany do Nowej Francji (dzisiejsza Kanada), gdzie miał wylądować na czele 3000 wyborowych francuskich żołnierzy i wzmocnić załogi Quebecu i Louisbourga. Przeprawa przez Ocean Atlantycki uległa opóźnieniu z powodu złych warunków pogodowych i konieczności ominięcia zasadzki przygotowanej przez okręty Royal Navy. Ostatecznie 2600 ludzi Dieskaua wylądowało szczęśliwie w Louisbourgu 6 maja, a on sam dotarł w czerwcu do Quebecu.
Pierwszym jego zamysłem było pożeglowanie do Oswego nad jeziorem Ontario, fortyfikowanego właśnie przez generała-majora Williama Shirleya, ale przechwycone listy Braddocka, z których wynikało, że Brytyjczycy spodziewają się uderzenia w tym miejscu, skłoniły go do zmiany planu i skierowania się najpierw w stronę umocnień nieprzyjaciela nad jeziorem Champlain. Utwierdził go w tym gubernator Kanady, markiz de Vanderuil, mówiąc: Idź i narób tam zamieszania, a dopiero potem poślemy cię do Oswego zgodnie z pierwotnym planem.
Tak też postąpił. Jego oddział składał się z około 600 Kanadyjczyków, podobnej liczby Indian i 200 żołnierzy regularnej francuskiej piechoty. Miał zamiar zaatakować niewykończony jeszcze przez Brytyjczyków Fort Edward, ale przewodnicy zmylili drogę i poprowadzili go w stronę brzegów Lake George, ku miejscu, gdzie nieco później Brytyjczycy wznieśli Fort William Henry. 8 września zwiadowcy donieśli, że przeciw niemu maszeruje 1000-osobowy oddział pułkownika Ephraima Williamsa z Massachusetts, wobec czego przygotował zasadzkę, ustawiając swych ludzi w podkowę w lesistym terenie. Zaskoczeni salwowym ogniem Francuzów ludzie Williamsa rzucili się do ucieczki ku swemu obozowi.
W pościgu zabito Williamsa, ale gdy zwycięstwo wydawało się już bliskie, role odwróciły się niespodziewanie. Indianie nie zamierzali atakować umocnionego obozu i odeszli, znużeni długim pościgiem kanadyjscy milicjanci uciekli i Dieskau został sam ze swymi 200 żołnierzami wystawiony na niezwykle silny i celny ostrzał angielskich milicjantów. Prawie wszyscy Francuzi zginęli, a sam Dieskau, ranny trzykrotnie i niemal dobity przez sprzymierzonych z Brytyjczykami Indian, dostał się do niewoli. Komplikacje związane z ostatnią z odniesionych wówczas ran – a otrzymał ją w chwili gdy sięgał do kieszeni po zegarek, by wręczyć go pierwszemu ze zbliżających się brytyjskich żołnierzy; ten jednak, myśląc że Dieskau szuka pistoletu, wypalił z bliskiej odległości – miały być przyczyną jego śmierci ponad dziesięć lat później.
Starcie to, znane jako „bitwa nad Lake George”, było jednym z wielu epizodów wojny o kolonie. Dieskau przebywał w niewoli do roku 1763, kiedy w ramach wymiany jeńców odzyskał wolność i wrócił do Francji, gdzie osiadł na rencie. Dowodzenie wojsk francuskich w Ameryce Północnej po jego ujęciu objął markiz Louis-Joseph de Montcalm.